# Basilius von Ramdohr

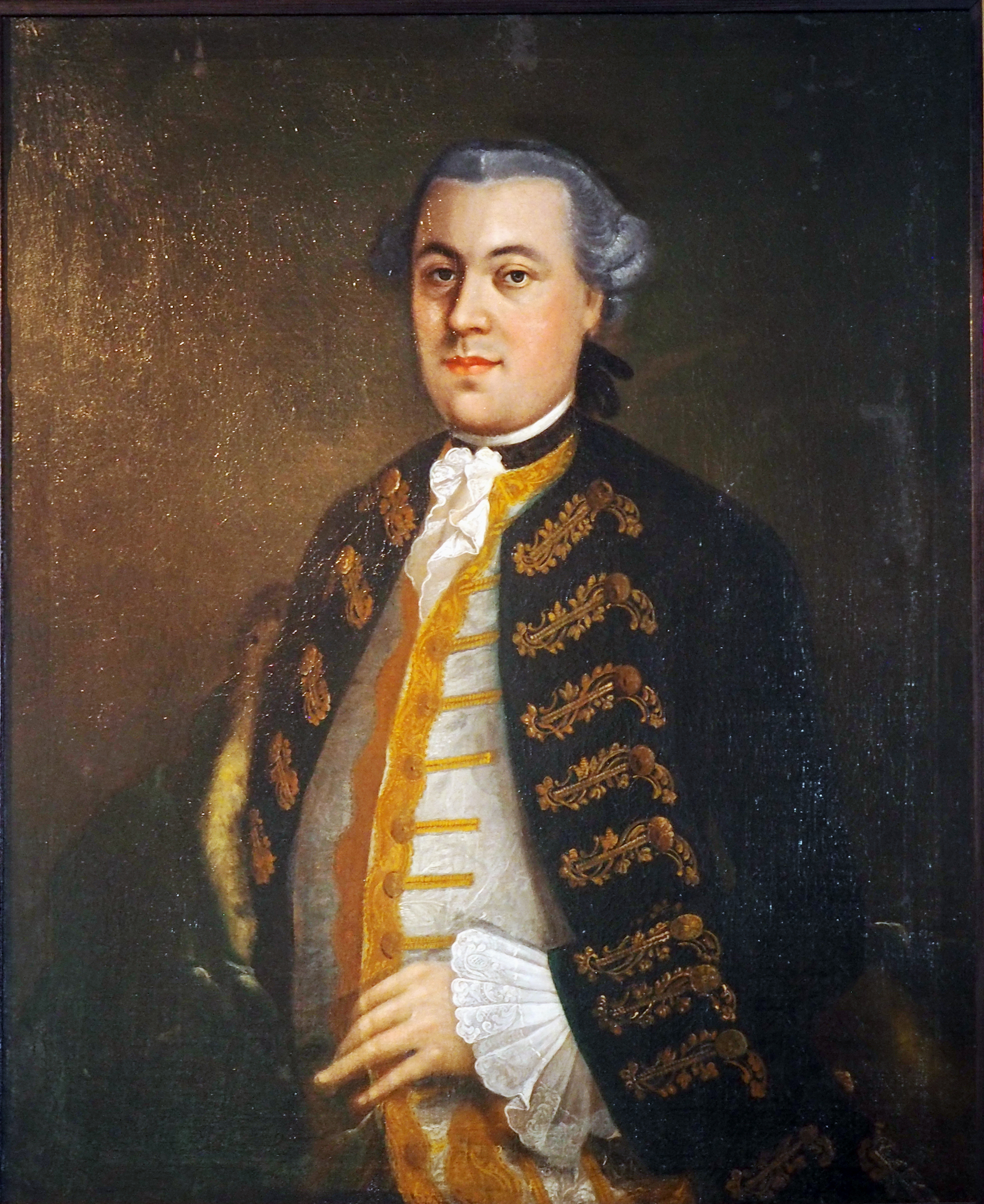
Friedrich Wilhelm Basilius von Ramdohr

Friedrich Wilhelm Basilius von Ramdohr (* 21. Juli 1757 auf Drübber, heute Ortsteil der Gemeinde Dörverden; † 26. Juli 1822 in Neapel) war ein zeitweise in Dresden praktizierender konservativer Jurist, Journalist, Schriftsteller sowie kurhannoverscher und ab 1806 preußischer Diplomat.

## Leben

### Herkunft und Studium

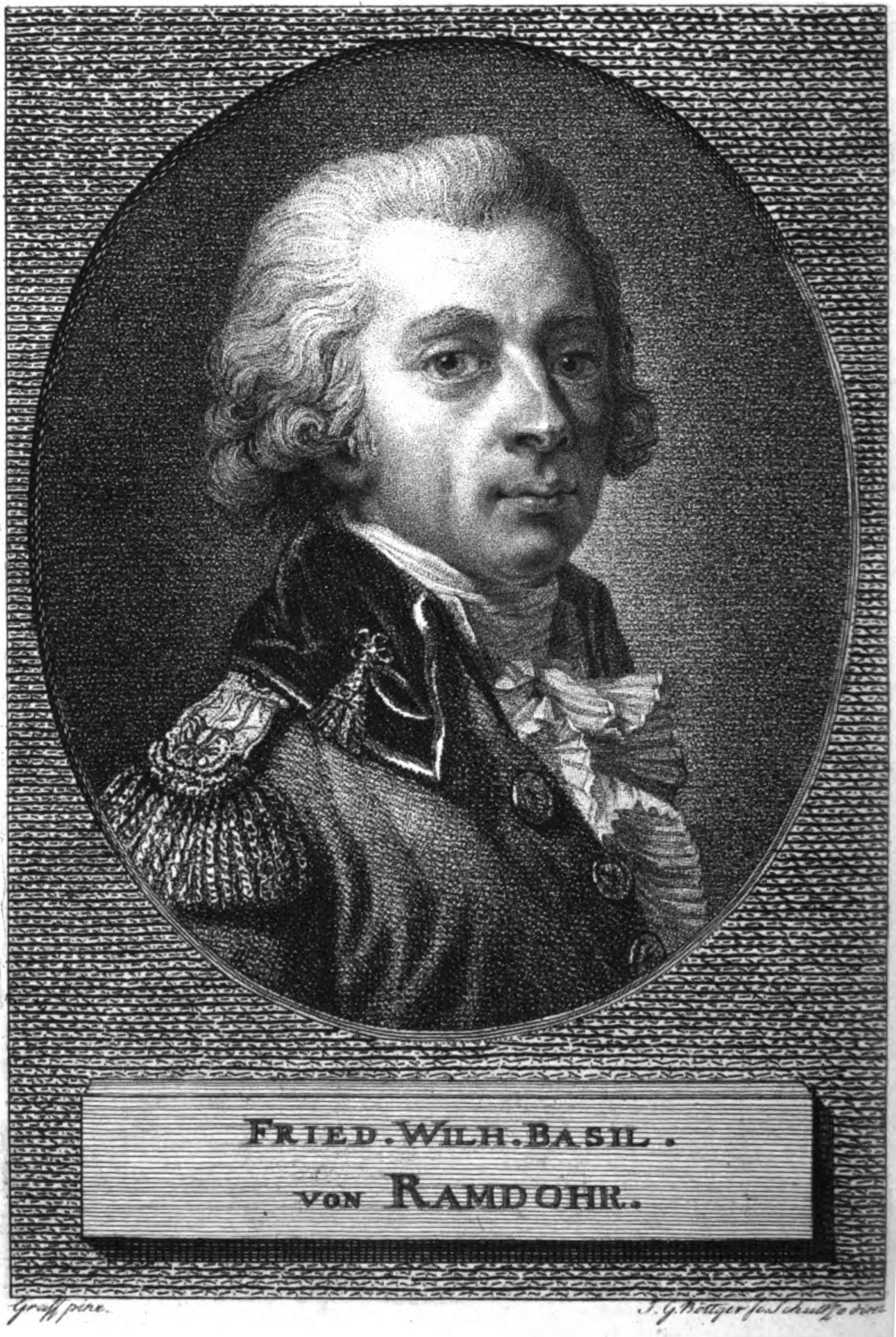
Friedrich Wilhelm Basilius von Ramdohr (1795)

Friedrich Wilhelm Basilius von Ramdohr wurde 1757 als ältester von sechs Söhnen des Hof- und Kanzleirats Alexander Andreas von Ramdohr (1724–1782) und der Johanna Georgine von Borries, verw. von Hattorf (einer Tochter des Johann Friedrich von Borries), auf dem Rittergut Drübber geboren, das von 1686 bis 1839 im Besitz der Familie von Ramdohr war. Ab 1775 studierte der vielseitig talentierte Ramdohr Jura und Altertumswissenschaften bei Christian Gottlob Heyne in Göttingen, wo er zusammen mit Ernst Brandes Mitglied der
aus der Göttinger Espérancierloge Mars hervorgegangenen Ordensverbindung Z.N. war, die von dem Professor Johann Friedrich Blumenbach geführt wurde. Daneben übte er sich im Zeichnen, in Pastell-, Porträt- und Ölmalerei sowie literarisch im Verfassen von Dramen und in Inszenierungen mit Laientheatern. Zudem besuchte er schon früh die bedeutenden Kunstsammlungen Europas. 1778 wurde er Hofgerichtsauditor in Hannover und war Ritterschaftsdeputierter der Grafschaft Hoya. Bis 1781 hatte er eine Beziehung mit der verheirateten Charlotte Kestner, geborene Buff, die als Goethes unerfüllte Liebe das Vorbild für die Figur der Lotte in Die Leiden des jungen Werthers war. Episoden dieser Liebschaft verarbeitete Ramdohr in seinem erfolglosen Frühwerk, Kaiser Otto der Dritte, ein Trauerspiel, das im Februar 1783 in Göttingen veröffentlicht wurde, aber nahezu unbeachtet blieb.

### Kunstreisen, Karriere und literarisches Schaffen
Das Jahr 1784 verbrachte der nun bereits als Baron titulierte Ramdohr, nach unglücklichen Liebschaften mit Christian Gottlob Heynes Gattin Georgine sowie deren Schwester Luise, beides Töchter von Georg Friedrich Brandes, auf Reisen. Er blieb ein halbes Jahr lang in Rom, u. a. beim russischen Hofrat Johann Friedrich Reiffenstein, machte Bekanntschaft mit dem Maler Lambert Krahe und bereiste auch Paris, wo er als Gast bei Friedrich Melchior Grimm weilte und Paul Henri Thiry d’Holbach und Denis Diderot begegnete, sowie Wien, wo er im Oktober 1784 Bekanntschaft mit dem Theaterautor Friedrich Ludwig Schröder machte und sich im Januar 1785 für diesen beim Herzog von York einsetzte. Die Mittel für diese Reisen hatte er bereits Juni 1781 von seiner Großmutter in Celle erhalten. Nach seiner Italienreise verfasste er das dreiteilige Buch Über Mahlerey und Bildhauerarbeit in Rom für Freunde des Schönen in der Kunst, das 1787 in Leipzig verlegt wurde und als vielbenutzter Kunstführer Verbreitung fand. Zurück in Celle gab Ramdohr auch persönlich, unter anderem für Carl Ludwig Fernow, den Ansporn zu mancher Italienreise. Das Buch wurde jedoch auch teilweise kritisch aufgenommen. So urteilt Goethe, der es auf seiner Italienischen Reise in Rom erhalten hatte, in einem Brief vom Oktober 1787:

„Ein Buch über Malerei und Bildhauerkunst in Rom ist auch zu uns gekommen. Es ist ein deutsches Produkt und, was schlimmer ist, eines deutschen Kavaliers. Es scheint ein junger Mann zu sein, der Energie hat, aber voller Prätension steckt, der sich Mühe gegeben hat, herumzulaufen, zu notieren, zu hören, zu horchen, zu lesen. Er hat gewußt, dem Werke einen Anschein von Ganzheit zu geben, es ist darin viel Wahres und Gutes, gleich darneben Falsches und Albernes, Gedachtes und Nachgeschwätztes, Longueurs und Echappaden. Wer es auch in der Entfernung durchsieht, wird bald merken, welch monstroses Mittelding zwischen Kompilation und eigen gedachtem Werk dieses voluminose Opus geworden sei.“

Ab 1788 war Ramdohr siebzehn Jahre lang Oberappellationsrat der gelehrten Bank am Oberappellationsgericht in Celle, dem höchsten Justizhof der hannoverschen Länder, und zugleich Direktor der dortigen Justizkanzlei. Er war hier der Vorgesetzte des Sekretärs Johann Wilhelm Zschorn (1714–1795), dessen testamentarisch überlassene Gemäldesammlung der Kunstsammlung der Universität Göttingen am 16. Februar 1796 zufiel (es existiert ein Porträt Zschorns in Form einer Pastellzeichnung von Friedrich Wilhelm Basilius von Ramdohr). Ramdohr war wohl zeitweise der Kurator der Sammlung. Am 14. Juli 1790 nahm er zusammen mit Friedrich Gottlieb Klopstock, Adolph Freiherr Knigge, Friedrich Ferdinand Alexander zu Dohna-Schlobitten, Reimarus und Unzer am Revolutionsfest des Heinrich Sieveking in Hamburg teil. Im Februar 1791 veröffentlichte er einen kritischen Aufsatz über das Vorrecht des Adels auf Spitzenstellungen im Staat. 1791 unternahm er eine Bildungsreise nach Dänemark und wurde Ehrenmitglied der Mahler-, Bau- und Bildhauer-Akademie Kopenhagen. 1792 beschrieb er die Kunstsammlung des Freiherrn von Brabeck und wurde nach Veröffentlichung seines Werkes Charis oder ueber das Schöne und die Schönheit in den nachbildenden Künsten (Leipzig 1793) auswärtiges Mitglied der Akademie der Wissenschaften zu Göttingen ab 1794.
Friedrich Schiller schreibt in einem Brief an Goethe über Charis:

„Beim ersten Durchblättern hat mir vor seiner närrischen Schreibart und vor seiner horriblen Philosophie gegraut...  Was er im Allgemeinen über die Empfindungen, den Geschmack und die Schönheit sagt, ist freilich höchst unbefriedigend und, um nicht etwas schlimmeres zu sagen, eine wahre Reichsfreiherrliche Philosophie; aber den empirischen Theil seines Buchs, wo er von dem Charakteristischen der verschiedenen Künste redet und einer jeden ihre Sphäre und ihre Grenzen bestimmt, habe ich sehr brauchbar gefunden.“

Laut Karl August Böttiger genoss Ramdohr in Leipzig und Dresden nun die größte Achtung und Auszeichnung, und ward überall als ein Orakel über die schönen Künste mit Staunen angehört. So traf er im August 1794 Goethe und Christoph Martin Wieland in der Bildergalerie Dresden und wurde am 18. September 1794 von Goethe in Weimar empfangen, später folgten Begegnungen mit Schiller, Körner, 1805 auch mit den Gebrüdern Grimm, wenngleich zeitgenössische Briefe, etwa des Kunstgeschichtlers Johann Dominik Fiorillo, belegen, dass seine Bücher teilweise als fehlerhaft empfunden wurden.

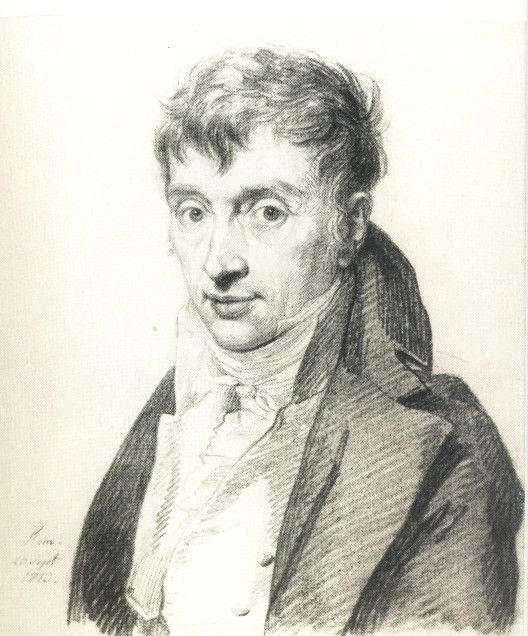
Carl Christian Vogel von Vogelstein – Basilius von Ramdohr (1813)

Ende 1796 leitete Basilius von Ramdohr die Heirat mit seiner ersten Ehefrau ein, der 46-jährigen Juliana Wilhelmine Antoinette Davide von dem Bussche, verwitwete Gräfin von Oberg (1752–1807). Über diese Verbindung schrieb August Wilhelm von Schlegel an Georg Joachim Göschen am 22. Dezember 1796:

„[…] Wissen Sie schon die Neuigkeit, daß Ihr Hr. von Ramdohr heirathet, und zwar eine altadelige Wittwe, die schon Großmutter ist, die Tochter eines Oberkammerherrn von dem Busche? Die Eltern derselben sind so über die Mesalliance aufgebracht, daß sie ihrer Tochter das Kommunicationsschreiben unerbrochen zurückgeschickt, Ramdohren zwar höflich geantwortet, aber sich die weitere Korrespondenz verbeten haben. Ob es bloß die himmlische Liebe ist, was ihn zu solchen Aufopferungen bewegt? und ob er sein Buch (Venus Urania) mit diesen Beweisen von Heroismus beschließen wird? […]“

Im Jahr 1798 erschien Ramdohrs vierteiliges Werk Venus Urania, und im Jahr darauf die zweibändigen Moralischen Erzählungen in Leipzig. Von September 1800 bis Februar 1801 führte Ramdohr erfolglose briefliche Verhandlungen mit dem oldenburgischen Herzog um die Nachfolge nach Friedrich Leopold zu Stolberg-Stolberg als Regierungspräsident in Eutin.

### Diplomat, Privatier und Kunstkritiker
Im Juli 1803 wurde er, zusammen mit dem Legationsrat von Hinüber, zu Napoléon nach Paris und Brüssel und später nochmals nach Paris geschickt, um Abmilderungen der seit 3. Juni herrschenden französischen Besetzung Kurhannovers zu erreichen, was schließlich im Oktober 1803 den Abzug von 7200 französischen Soldaten bewirkte. 1804 war Ramdohr Deputierter der hannoverschen Stände in Paris. Auf einer von dem dänischen Dichter Jens Immanuel Baggesen veranstalteten Soiree im Februar 1804 traf Ramdohr als Gast auf Heinrich von Kleist. Im Sommer 1805 traf Ramdohr in Paris auf Jacob Grimm, der danach kein sehr hohes Ansehen von ihm hatte. Ramdohr war vom englischen König seit kurzem zum Direktor der Cellischen Justizkanzlei ernannt worden, als im Februar 1806 Teile von Kurhannover an Preußen fielen. Ramdohr bat in London um seine Entlassung, trat aber im September 1806 als Diplomat in preußische Dienste und wurde vom König von Preußen zum geheimen Legationsrat und 1807 zum Kammerherrn in Sachsen ernannt, wobei ihm die bisherige Kanzleidirektor-Gage als Pension und Wartegeld zugesichert wurden, bis ein Gesandtschaftsposten für ihn frei würde. Er entfremdete sich nun zusehends seiner Heimat und verkaufte das vom Vater ererbte Rittergut Drübber an seinen jüngeren Bruder Alexander Andreas. Nach dem Zusammenbruch Preußens legte Ramdohr, seit 1807 Witwer, seine politische Tätigkeit vorübergehend nieder und lebte 1808 als Privatmann in Merseburg bei dem Domherrn von Bodenhausen und dann in Dresden, wo er als freischaffender juristischer und Kunstschriftsteller, auch für das Journal Phöbus, tätig war. Im Januar 1809 veröffentlichte er einen kritischen Artikel über den Dresdner Maler Caspar David Friedrich, der einen über die damaligen Literaturzeitungen ausgetragenen, heftigen Disput auslöste, aber andererseits Friedrichs Kunst bekannt machte. Mitte März 1809 antwortete Ramdohr auf eine Gegendarstellung Gerhard von Kügelgens mit einem weiteren Aufsatz (Uber kritischen Despotismus und künstlerische Originalität, als Beantwortung der Bemerkungen des Herrn von Kügelgen über eine von mir herrührende Kritik eines Gemäldes des Herrn Friedrich).

### Gesandter in Rom und Neapel
1810 kehrte Ramdohr als faktischer Geschäftsträger Preußens am Vatikan nach Italien zurück, wo er auch eine Revision seiner eigenen Grundsätze zur Kunstästhetik und die Sammlung von Daten zu einem neuen kritisch-geschichtlichen Werk über Malerei beginnen wollte. Im Januar 1812 organisierte er den Aufenthalt des Prinzen Bernhard von Sachsen-Weimar und seiner Entourage in Rom. Im Jahr 1813 erschien in Paris eine von Ramdohr übersetzte und ergänzte Sammlung von Wielands Erzählungen. Bereits um 1812 hatte Ramdohr erneut geheiratet, nämlich die erheblich jüngere Dorothea Denecke, mit der er sich zum Zeitpunkt der wieder aufflammenden Kriegshandlungen Preußens mit Frankreich im August 1813 in Rom aufhielt. Während Ramdohr von den Franzosen als Gefangener zurückgehalten wurde, versuchte die schwangere Dorothea in Begleitung von Adolf Friedrich August von Rochow (1788–1869) über Wien zurück nach Hannover zu gelangen, was aber infolge der Kriegswirren misslang. Sie blieb als Gast im Hause der Caroline von Humboldt am Wiener Minoritenplatz bis März 1814, wo sie nach Geburt ihrer Tochter, Karoline von Ramdohr, am 12. Februar 1814 schwer erkrankte und auch David Ferdinand Koreff kennenlernte.

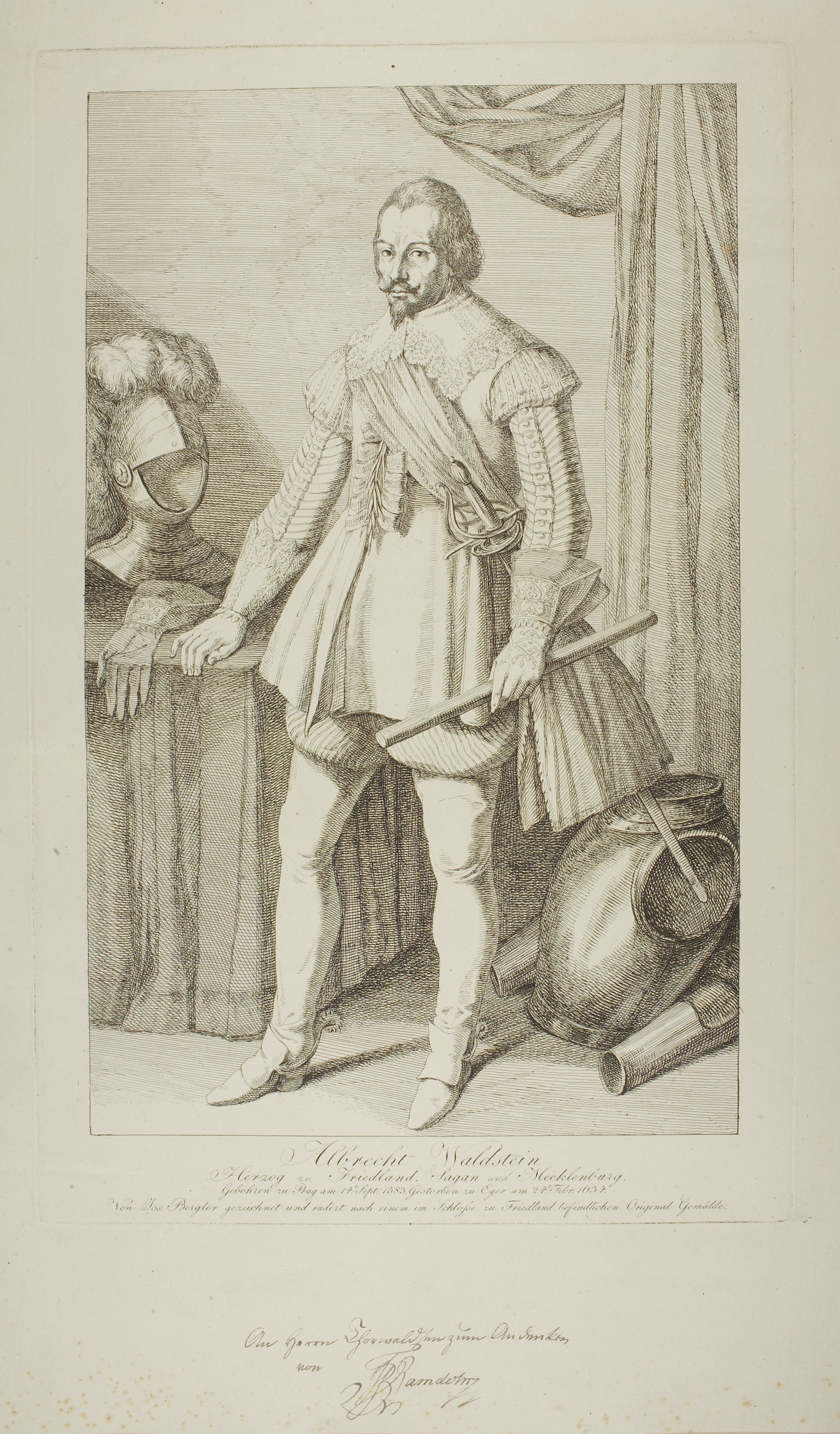
Wallenstein-Porträt, mit Widmung Ramdohrs für Thorvaldsen (Stich Joseph Bergler)

Im Juli 1814 wurde Ramdohr offiziell zum preußischen Geschäftsträger ernannt und wurde Ministerresident in Rom bis zum Sommer 1816. Im selben Jahr besuchte er seinen Cousin in Heilsbronn, welcher dort ansässiger Abt war. Das dortige Konventhaus war sehr baufällig, besaß aber für die Familie Tradition. Dies veranlasste von Ramdohr, einen Großteil des nötigen Geldes für die notwendige Instandsetzung des Gebäudes zu spenden. Ab 1816 war er preußischer Gesandter in Neapel, wo er bis an sein Lebensende mit seiner Frau lebte und Umgang mit Künstler- und Diplomatenkreisen pflegte, wie etwa Prinz Heinrich von Preußen, Christian Daniel Rauch und 1818 Julius Schnorr von Carolsfeld. Während dieser Zeit verfasste Basilius von Ramdohr diverse Kunstnachrichten für Cottas Morgenblatt. Auf politischer Ebene erfuhr er seitens Karl August Varnhagen von Ense Kritik, als er den Aufstand der Carbonari im Jahre 1820 in seinen Depeschen kaum erwähnte. 1821 wurde er zum Ritter des königlich preußischen Johanniterordens ernannt (zudem war er Träger des Großkreuzes des Orden des heiligen Ferdinand und des Verdienstes sowie des königlich neapolitanischen Ordens). Nach zweijährigem Leiden an Nervenschwäche verstarb er 1822 durch eine Lungenlähmung. Sein Nachfolger als preußischer Gesandter in Neapel wurde 1824 der erfahrene Diplomat Graf von Flemming (1785–1827).

### Familie
Ramdohr heirate 1798 Juliana Wilhelmine Antoinette Davide von dem Bussche (* 31. Oktober 1752; † 29. September 1807), Tochter von Johann Clamer Hilmer von dem Bussche-Haddenhausen (1723–1809) und Witwe des Grafen Heinrich Ludwig von Oberg (1748–1790).
1812 heiratete er Dorothea Denecke. Das Paar hatte eine am  geborene Tochter namens Karoline (* 12. Februar 1814 in Wien; † 10. Juli 1880). Diese heiratete 1834 Heinrich von Globig (* 22. Juni 1807; † 5. September 1889) auf Florsdorf (1852 Kammerherr in Dresden). Die aus dieser Ehe hervorgegangene Tochter Helene von Globig (* 9. März 1840 Dresden; † 1. Januar 1913 Görlitz) ging am 14. August 1867 zu Florsdorf die Ehe mit dem preußischen Hauptmann Konstantin Günther Wilhelm von Hugo (* 22. Oktober 1836 Hermannswaldau; † 18. Mai 1887 in Maltsch) ein, aus der mehrere Nachkommen entsprangen.

### Nachwirken
Von den Literaturgrößen Goethe, Schiller, Grimm wurden Ramdohr und seine Schriften zum Teil nicht ernst genommen, von den Romantikern um Friedrich und Dorothea Schlegel, sowie Karl Gotthelf Lessing, mehr oder weniger günstig kritisiert. Ein größerer zeitgenössischer Erfolg blieb seinen dramatischen und epischen Werken jedenfalls versagt. Bekannt geworden ist er vor allem durch den sogenannten „Ramdohrstreit“ um ein Gemälde Caspar David Friedrichs im Jahre 1809. In der Verfilmung (Caspar David Friedrich – Grenzen der Zeit) der Vita Caspar David Friedrichs von Peter Schamoni 1986 wurde er vom Schauspieler Walter Schmidinger dargestellt.

## „Ramdohrstreit“

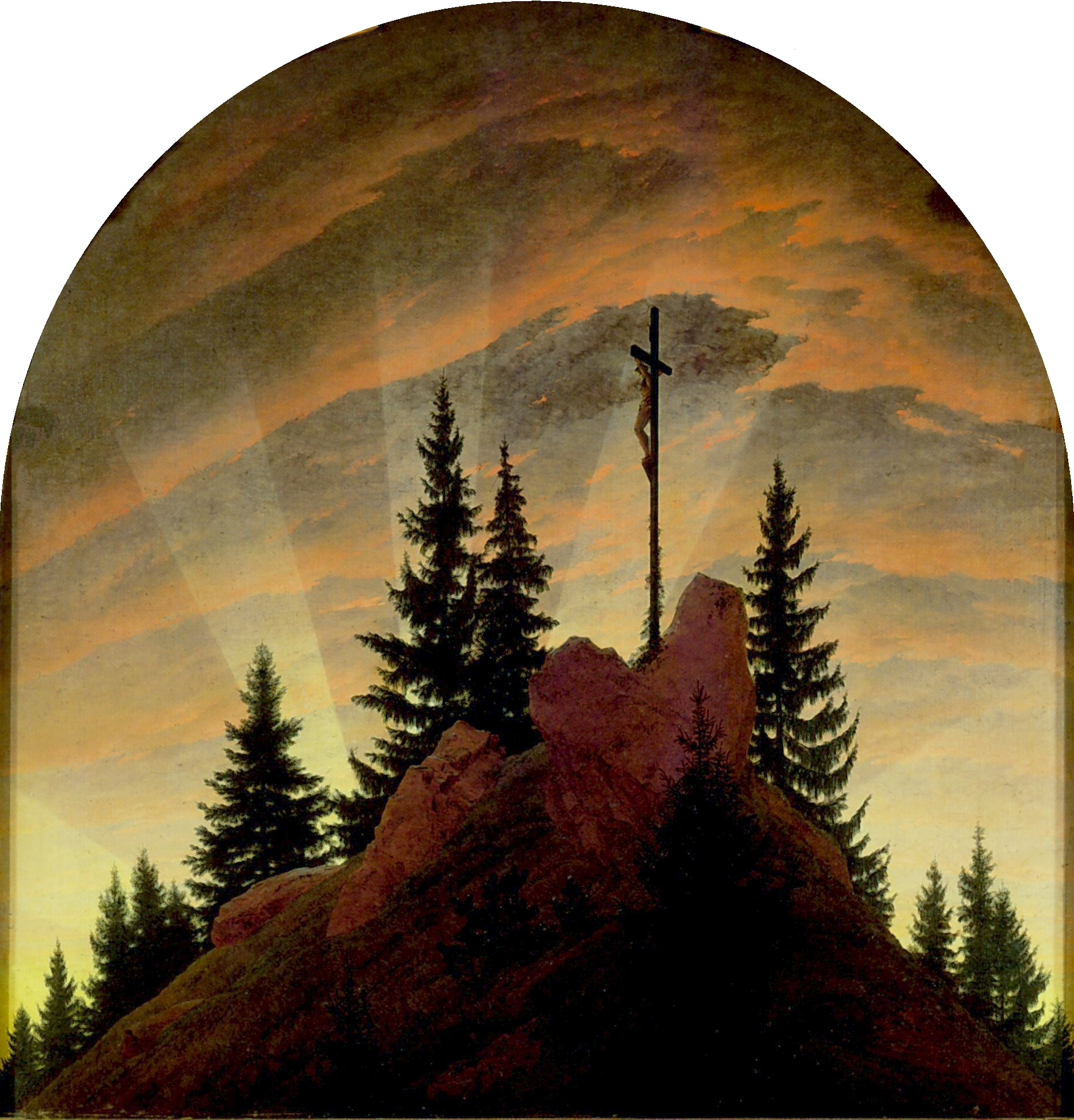
Der Tetschener Altar (Kreuz im Gebirge), um 1808

In der „Zeitung für die elegante Welt“ vom 17. bis 21. Januar 1809 publizierte Friedrich Wilhelm Basilius von Ramdohr einen Artikel, in dem er das 1808 vollendete Bild „Kreuz im Gebirge“ von Caspar David Friedrich und mit ihm die gesamte Romantik scharf kritisierte. Ihn störte die unakademische Malweise des Bildes, die sich weit von der Tradition eines Claude Lorrain oder Jacob van Ruisdael entfernt hatte. Noch empörter war der Kritiker darüber, dass Friedrich es gewagt hatte, ein Landschaftsbild als religiöses Altarbild zu präsentieren. Ramdohr sagt in dem Artikel:
„In der Tat ist es eine wahre Anmaßung, wenn die Landschaftsmalerei sich in die Kirchen schleichen und auf Altäre kriechen will.“
Ramdohr billigt der Landschaft keine Autonomie zu. Sie kann nicht für sich stehen. Es fehlt eine Ordnung und das Bild, so Ramdohr, rührt nur oberflächlich.
Der Artikel wurde ablehnend aufgenommen. Jedoch sahen sich die Befürworter Friedrichs (u. a. Gerhard von Kügelgen) gezwungen deutlich ihre Position zu formulieren. Der Widerspruch zwischen unmittelbarem Leben und strenger (klassischer) Form wird dargelegt. Ausdruck für diese unmittelbare Sensibilität ist die Landschaft.

## Werke
- Kaiser Otto der Dritte, ein Trauerspiel [anonym], Göttingen 1783
- Ueber Mahlerei und Bildhauerarbeit in Rom für Liebhaber des Schönen in der Kunst, Leipzig 1787 (Digitalisat und Volltext im Deutschen Textarchiv Erster Theil, Digitalisat und Volltext im Deutschen Textarchiv Zweiter Theil, Digitalisat und Volltext im Deutschen Textarchiv Dritter Theil)
- Ueber J. J. Rousseau, Vom Herrn Oberappellationsrath von Ramdohr, vorzüglich nach dessen Anleitung des dritten und vierten Theils seiner Konfessionen, Berlinische Monatsschrift, Bd. XVI, S. 50–85 und 148–183, Juli und Dezember 1790
- Ueber das Verhältniß des anerkannten Geburtsadels deutscher monarchischer Staaten zu den übrigen Klassen ihrer Bürger, in Rücksicht des Anspruchs auf die ersten Staatsbedienungen, Berlinische Monatsschrift, Februar 1791
- Studien zur Kenntniss der schönen Natur, der schönen Künste, der Sitten und der Staatsverfassung auf einer Reise nach Dänemark, Verlag Helwingsche Hofbuchhandlung, Hannover 1792, (online)
- Beschreibung der Gemälde-Galerie des Freiherrn von Brabek zu Hildesheim, mit kritischen Bemerkungen und einer Abhandlung, 1792 (Faksimile online, Reprint: Kessinger Pub Co., Whitefish (Montana) USA, 2009, ISBN 978-1-104-07614-6)
- Charis oder Ueber das Schöne und die Schönheit in den nachbildenden Künsten, 2 Bde., Leipzig 1793
- Versuche über verschiedene Gegenstände aus der Moral, der Litteratur und dem gesellschaftlichen Leben von Christian Garve, Neue Bibliothek der schönen Wissenschaften und der freyen Künste (Rezension über einen Aufsatz Garves über La Rochefoucauld[40]), Bd. 51, S. 46–67, Leipzig 1793
- Venus Urania, 4 Bde., Leipzig 1798
- Moralische Erzählungen, 2 Bde., Leipzig 1799 (Bd. 2: Der Aufenthalt am Garigliano; oder: die vier weiblichen Systeme über Glückseligkeit)   online
- Ueber die Organisation des Advocatenstandes in monarchischen Staaten, Hannover 1801
- Essai sur l'histoire de la princesse d' Ahlen, Epouse du prince électoral d'Hanovre (depuis roi de la Grande-Bretagne, sous le nom de Georges I.), Suard’s Archives Littéraires de l'Europe, Bd. 3/August 1804, S. 158–204, Henrichs, Paris, und Cotta, Tübingen 1804 (erschien ohne Nennung des Autors);[41]. Autorenschaft gemäß Historischer Verein für Niedersachsen, 1866[42], sowie C. Haase 1968[43]
  - in dt. Übersetzung: Geschichte der Prinzeßin von Ahlen (…), Minerva Bd. 4/November 1804, S. 193–224; (fortgesetzt als Geschichte der Prinzeßin von Ahlden, Minerva Bd. 5/1805, S. 101–117; 248–275); [Berlin,] Hamburg  1804–1805 (erschien ohne Nennung des Autors)[44]
- Phöbus/Elftes und zwölftes Heft, Kapitel XX: Noth- und Hülfsbüchlein für Künstler und Kunstliebhaber in Mildheim,[45] Leipzig 1808
- Juristische Erfahrungen oder Repertorium der wichtigsten Rechtsmaterien, Verlag Hahn, Hannover 1809, Mehrere Bände
- Contes de Wieland et du baron de Ramdohr: traduits de l'allemand par M***, suivis de deux contes russes et d'une anecdote historique, Paris 1813
- Revue de Rome artistique pendant d'année 1815[46]

## Gemälde
- Brustbild Friedrich Heinrich Karl von Preußen. Schloß Berlin[47]
- Porträt des Rates Johann Wilhelm Zschorn in Celle. Kunstsammlung der Universität Göttingen
- Bildnis eines Knaben. Akademie Berlin